# Alan Yarrow

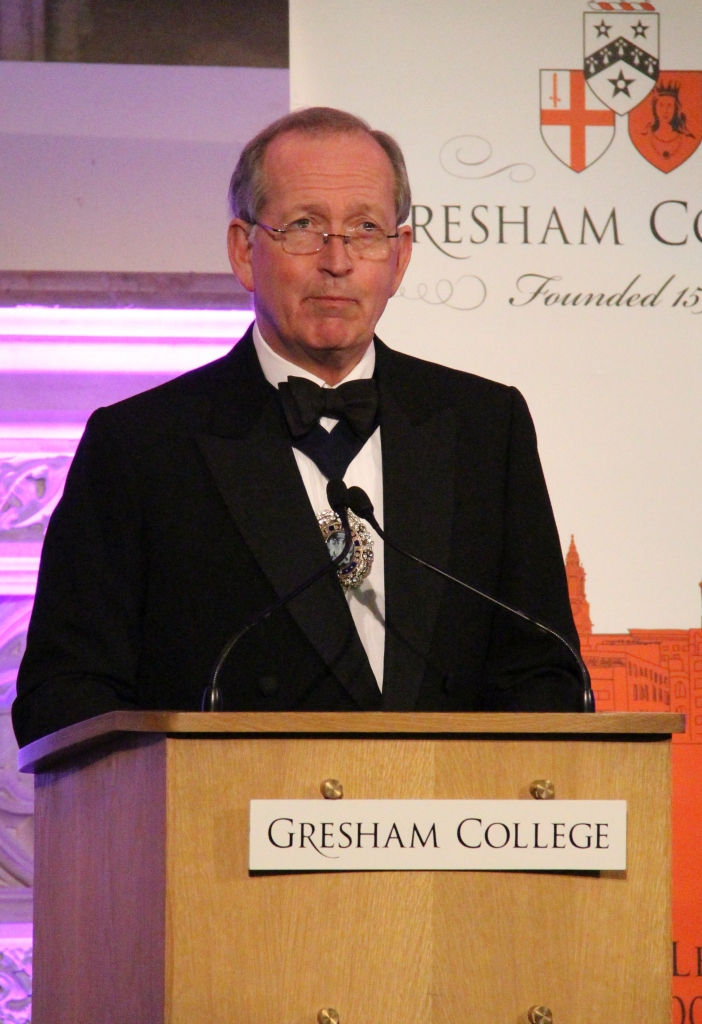
Alan Yarrow als Lord Mayor bei einem Vortrag im Januar 2015

Sir Alan Colin Drake Yarrow (* 27. Juni 1951) ist ein britischer Spezialist für Investment Banking und seit 2009 Chairman des Berufsverbandes Chartered Institute for Securities & Investment (CISI). 
Er arbeitete bis 2009 für 37 Jahre für die Dresdner Kleinwort, zuletzt als Vorstand.
Seit dem 24. Juli 2007 ist Yarrow ein Ältermann der City of London und war in den Jahren 2011/12 war er Sheriff of London.
2014 wurde er für die Amtsdauer eines Jahres zum Lord Mayor of London gewählt, er trat das Amt im 7. November 2014 an. Einen Tag nach der Vereidigung nahm er als Lord Mayor traditionsgemäß an einer Parade namens „Lord Mayor’s Show“ teil.

## Auszeichnungen
Im Laufe seiner Karriere wurden ihm mehrere Auszeichnungen verliehen. Seit 2010 ist er Mitglied (Fellow) ehrenhalber (Hon. FCSI) des „Chartered Institute for Securities & Investment UK“. Seit 2012 ist er Laienbruder (Serving Brother) des britischen Order of Saint John, 2014 wurde er von diesem Orden zum Knight of Justice (KStJ) erhoben. 2015 wurde ihm zudem das Kreuz des Ordens vom Aztekischen Adler verliehen. Am 31. Dezember 2015 wurde er zum Knight Bachelor geschlagen.